# 都体察使
都体察使（トチェチャルサ、とたいさつし、韓国語: 도체찰사、朝鮮漢字: 都體察使）は、李氏朝鮮後期に設置された一種の臨時官職であり、主に軍事や行政の監督、地方統治の監察を目的として任命された高官の役職である。この官職は、緊急事態や軍事的危機が発生した際に中央政府が地方統治や軍事運営を強化するために設けられた。

## 概要
都体察使は、国難や戦時下において中央政府の意向を現地において効率的に遂行するため、地方を統括する権限を与えられた役職である。日本の幕末に該当する時期や朝鮮半島が外国勢力の影響を受け始めた19世紀後半には、軍事的要請が高まり、この役職が重要視されるようになった。

## 職務内容
- 地方行政の監察
  - 地方官吏の業務を監視し、腐敗の防止や適切な統治を指導する。
- 軍事の指揮
  - 非常時における軍隊の指揮権を持ち、国防の強化や反乱の鎮圧を担当する。
- 中央政府との連携
  - 中央政府の政策や命令を地方で迅速に実行する。

## 歴史
この役職が初めて設置されたのは、李氏朝鮮の中期以降とされており、特に文禄・慶長の役における壬辰倭乱や丁酉再乱といった戦乱の際には、軍事指揮や地方の統治を行うために任命されることが多かった。また、19世紀末に朝鮮王朝が外国勢力の干渉を受ける中で、地方の統制を強化するために一時的に設置されることがあった。

## 特徴
都体察使は臨時的な役職であり、通常の地方官とは異なり非常時の対策に特化していた。また、中央政府の命令を忠実に実行するため、特別な権限を付与された。そのため、都体察使の活動は地方政治に大きな影響を与えることもあった。